# Dicrurus atripennis
Il drongo splendente (Dicrurus atripennis Swainson, 1837) è un uccello passeriforme appartenente alla famiglia Dicruridae.

## Etimologia
Il nome scientifico della specie, atripennis, deriva dal latino e significa "dalle penne nere", in riferimento alla livrea di questi uccelli.

## Descrizione

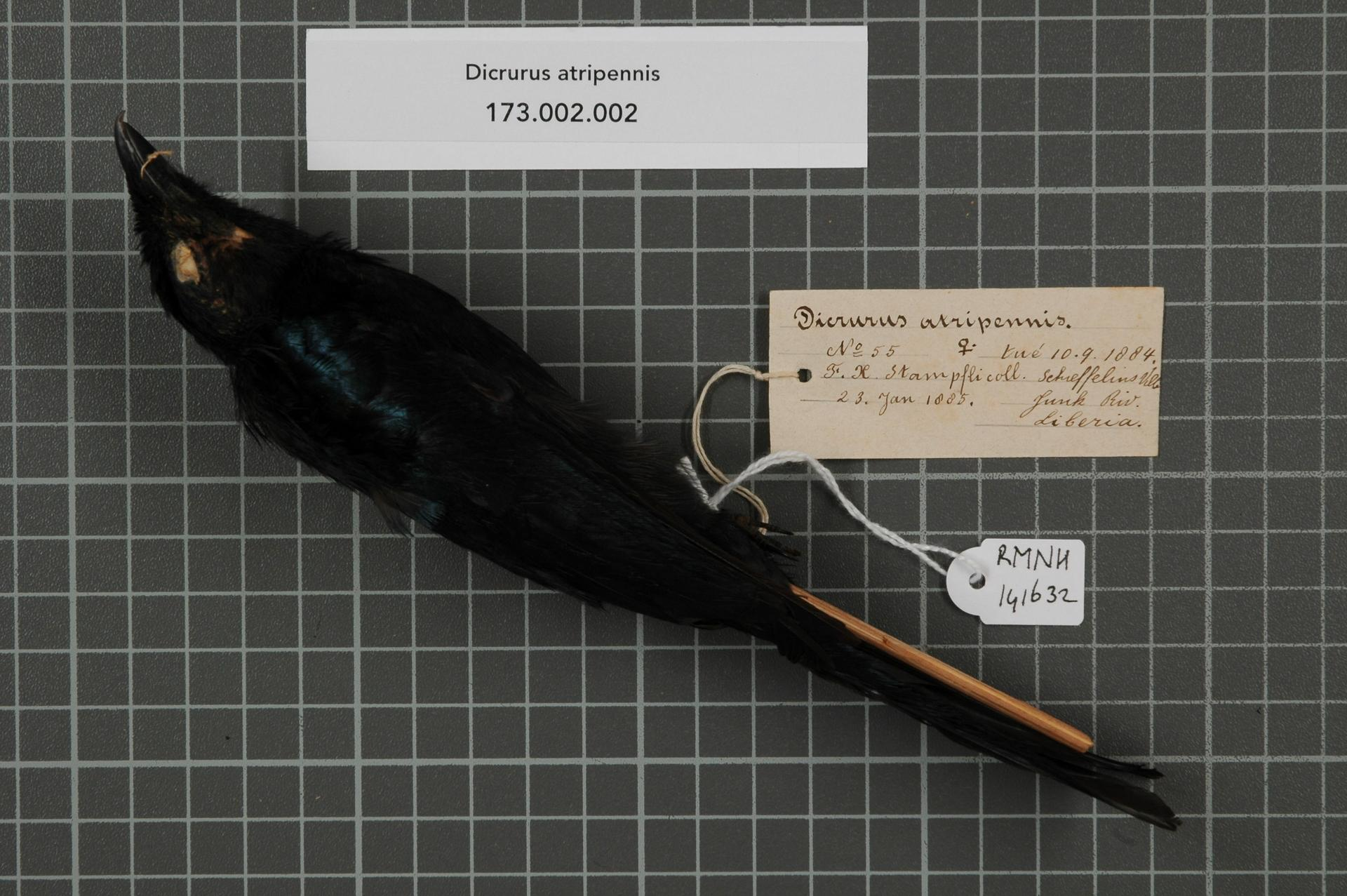
Veduta laterale di esemplare impagliato.

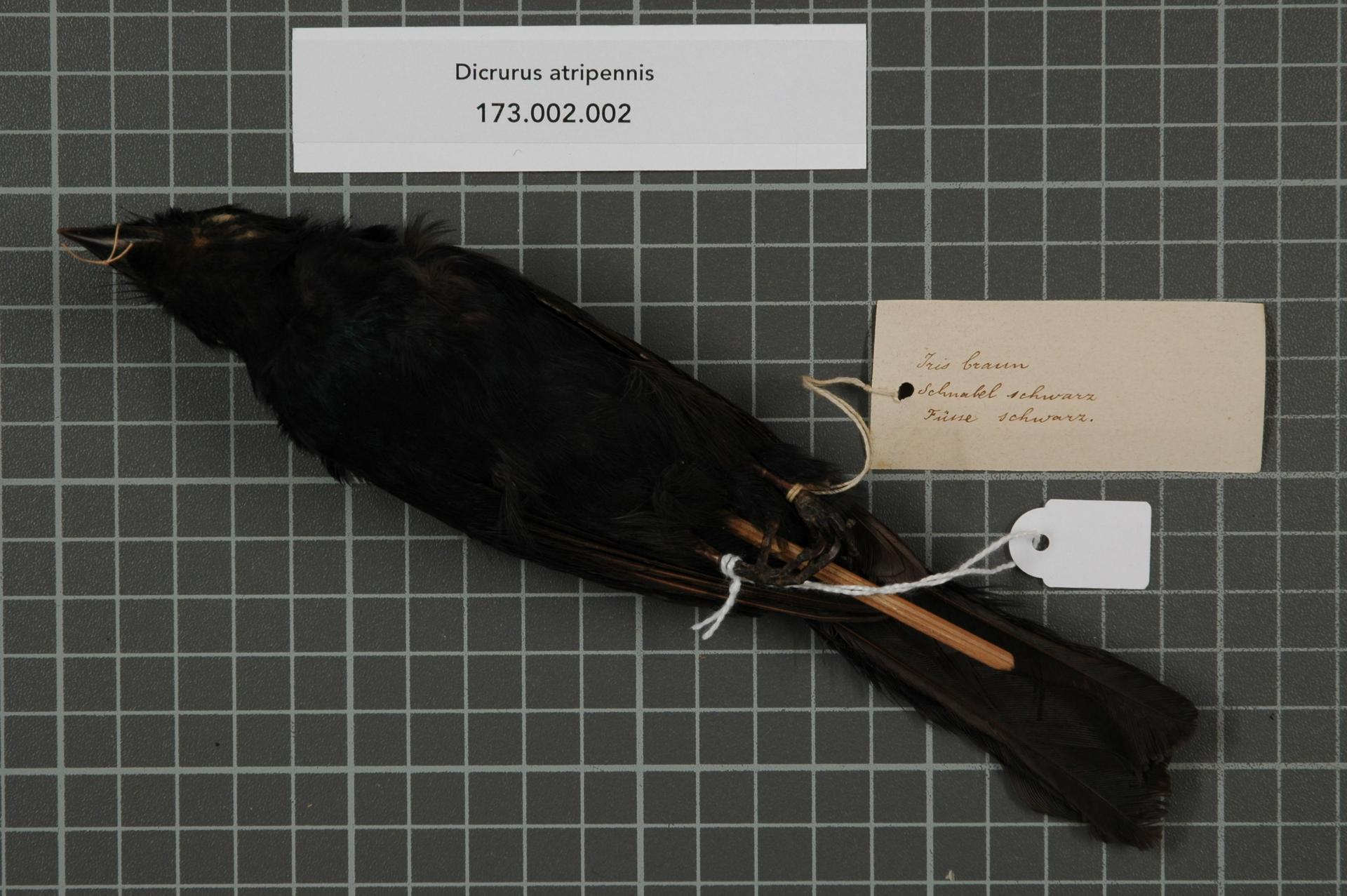
Veduta ventrale di esemplare impagliato.

### Dimensioni
Misura 21,5-24 cm di lunghezza, per 35-47 g di peso.

### Aspetto
Si tratta di uccelli dall'aspetto robusto e slanciato, muniti di grossa testa arrotondata, becco conico e robusto piuttosto corto e dall'estremità lievemente adunca, zampe corte, lunghe ali digitate e coda lunga circa due terzi rispetto al corpo (8-9 cm), con tendenza ad all'argarsi verso l'esterno e dall'estremità lievemente forcuta.

Nel complesso, il drongo splendente ricorda molto l'affine drongo codaquadrata, rispetto al quale presenta dimensioni medie maggiori (sebbene tale caratteristica diventa apprezzable solo osservando le due specie assieme), maggiore lucentezza del piumaggio, colorazione degli occhi scura anziché rossa e conformazione della coda appena più forcuta.
Il piumaggio si presenta interamente di colore nero (da cui il nome scientifico), molto lucido (aspetto questo ulteriormente evidenziato dal continuo movimento dell'animale) e con presenza di evidenti sfumature metalliche di colore verde-bluastro, le quali fruttano al drongo splendente il nome comune.

I due sessi sono piuttosto simili, ma facilmente distinguibili per la minore lunghezza della coda della femmina, che tende inoltre a presentare piumaggio più opaco.
In ambedue i sessi il becco è nero, le zampe sono di colore grigio-nerastro e gli occhi sono di colore bruno scuro.

## Biologia
Si tratta di uccelli diurni, che vivono da soli o in coppie e sono piuttosto territoriali, occupando una zona che si occupano di difendere anche in maniera aggressiva da eventuali intrusi, specie se conspecifici.

Il drongo splendente passa gran parte della giornata alla ricerca di cibo fra i rami di alberi e cespugli, pronto a rifugiarsi nel folto della vegetazione al minimo cenno di disturbo.
Questi uccelli sono molto vocali, emettendo quasi incessantemente una grande varietà di vocalizzazioni, che vanno da sonori richiami fischianti ad altri più sommessi e bitonali, passando per l'imitazione dei richiami di altri uccelli: non di rado, le coppie duettano appollaiate su un ramo, comportamento questo che ha un chiaro scopo territoriale.

### Alimentazione
Il drongo splendente è un uccello prevalentemente insettivoro, la cui dieta si basa su grossi insetti (coleotteri, cavallette, lepidotteri e mantidi) ed altri invertebrati, favorendo generalmente quelli sopra i 5-6 cm di taglia: la dieta di questi uccelli può inoltre sporadicamente comprendere piccoli vertebrati e, ancora più raramente, bacche e piccoli frutti.

### Riproduzione
Si tratta di uccelli monogami, la cui stagione riproduttiva si estende da agosto a gennaio.
Le coppie collaborano nella costruzione del nido (una fragile struttura a coppa edificata verso la punta del ramo di un albero, a una biforcazione dello stesso), nella cova delle 2-4 uova (che dura un paio di settimane) e nell'allevamento della prole: i nidiacei, ciechi ed implumi alla schiusa, sono pronti per l'involo a una ventina di giorni di vita, affrancandosi dai genitori in maniera definitiva a circa un mese e mezzo d'età.

Durante l'evento riproduttivo, le coppie divengono ancora più aggressive e territoriali, dimostrando grande coraggio nell'aggredire intrusi anche molto più grandi di loro al fine di scacciarli dalle immediate vicinanze del sito di nidificazione.

## Distribuzione e habitat
Il drongo splendente è diffuso lungo le coste della Guinea ed in Africa equatoriale, occupando un areale che va dalla Sierra Leone alla Provincia Orientale del Congo-Kinshasa, a sud fino al Kivu Sud e al Gabon centro-meridionale, attraverso la Guinea sud-orientale, la Liberia, la fascia costiera di Costa d'Avorio, Ghana, Benin, Togo e Nigeria, il Camerun meridionale e sud-occidentale, l'estremo sud-ovest della Repubblica Centrafricana ed il Congo-Brazzaville centrale e settentrionale.
L'habitat di questi uccelli è limitato alla foresta pluviale tropicale primaria o secondaria (purché ben matura), di pianura o bassa collina, con presenza di fitta vegetazione ed abbondante sottobosco.